# مرغ کشیش پیشانی‌آتشی
مرغ کشیش پیشانی‌آتشی (نام علمی: Euplectes diadematus) نام یک گونه از سرده جولاهای چندزنه است.